# Stictoleptura igai
Stictoleptura igai là một loài bọ cánh cứng trong họ Cerambycidae.